# Miguel Diab
Miguel Carlos Diab Figoli (ur. 16 września 1920 w Buenos Aires, zm. 20 kwietnia 1994) – urugwajski koszykarz, uczestnik Letnich Igrzysk Olimpijskich 1948. Zawodnik Club Malvín Montevideo.
Diab tylko raz wystąpił na igrzyskach olimpijskich. W Londynie (gdzie jego reprezentacja zajęła piąte miejsce), grał w ośmiu meczach, zdobywając 37 punktów (notując także 15 fauli).